# نهائي كأس تركيا 2011
نهائي كأس تركيا 2011 هي المباراة النهائية من منافسة كأس تركيا 2010–11، أقيمت المباراة في 2011، في ملعب قادر هاس، بين فريقي نادي بشكتاش، ونادي إسطنبول باشاكشهر، وفاز فيها نادي بشكتاش، بعد أن هزم نادي إسطنبول باشاكشهر، بنتيجة 2 - 2، وحضر المباراة 28000 شخصاً.

## تفاصيل المباراة
لعبت المباراة النهائية في 2011.
| No ID | 2 -2 | نادي إسطنبول باشاكشهر |
| ----- | ---- | --------------------- |
|       |      |                       |